# Anton von Werner

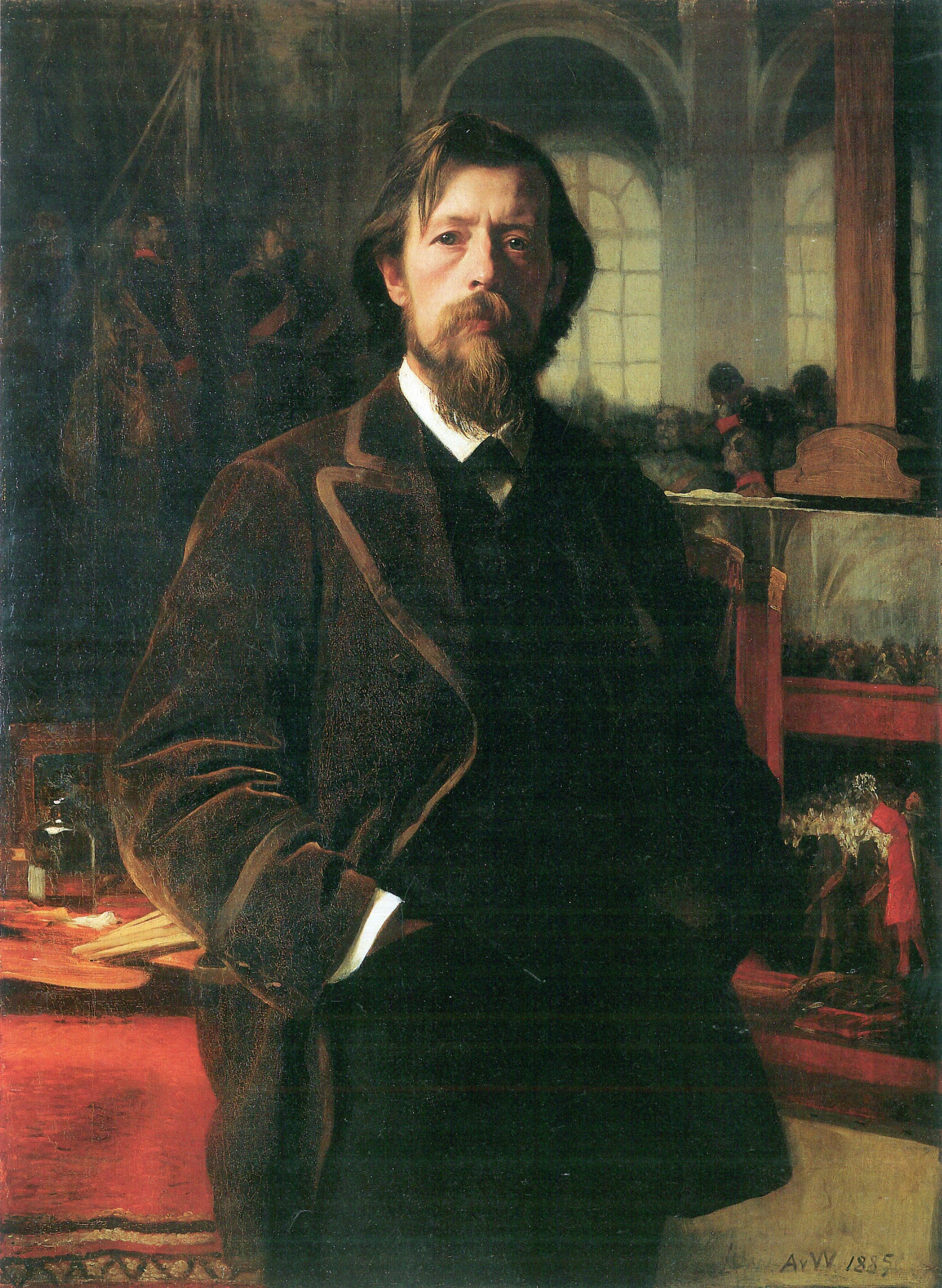
Selbstbildnis im Atelier, 1885

Anton Alexander von Werner (* 9. Mai 1843 in Frankfurt (Oder); † 4. Januar 1915 in Berlin) war ein deutscher Maler. Er hinterließ in fotografischer Manier gemalte und bis heute reproduzierte Historienbilder von Ereignissen seiner Zeit. Der viel beschäftigte Künstler und Kunstpolitiker gilt in der deutschen Kunstgeschichte auch wegen seiner Ablehnung der Modernen Kunst als Hauptrepräsentant des Wilhelminismus.

## Herkunft, Lehr- und Wanderjahre

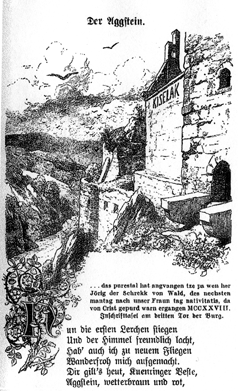
Illustration zu Scheffels Gedicht Der Aggstein (mit einem Hinweis auf Joseph Kyselak)

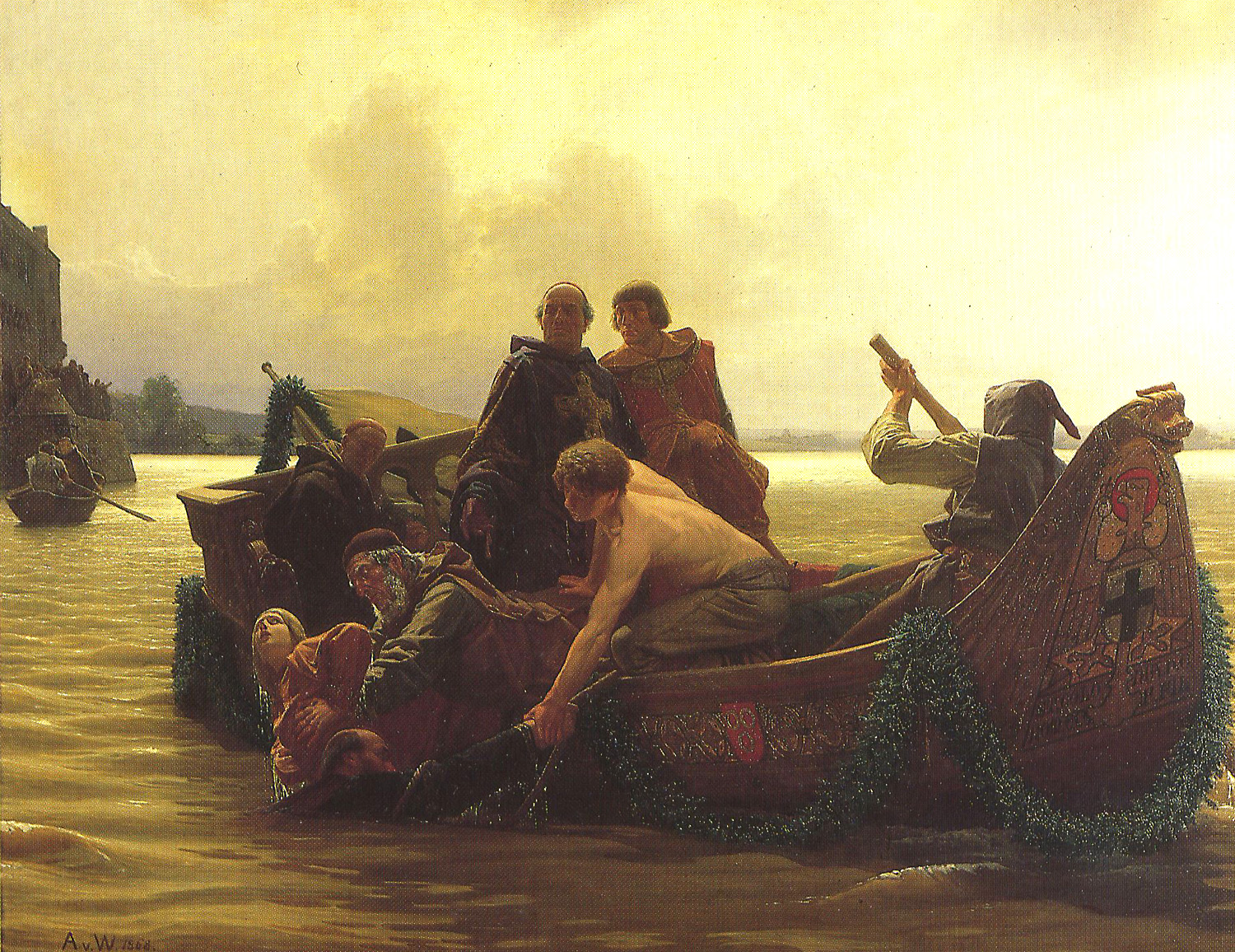
Die Entführung Heinrich IV. durch Erzbischof Anno von Köln in Kaiserswerth 1062, Gemälde von 1868

Anton von Werner wuchs als Sohn des Tischlermeisters Friedrich Alexander von Werner und dessen Ehefrau Maria Magdalena Kayser in Frankfurt/Oder auf. Der Vater entstammte einer seit dem 16. Jahrhundert in Ostpreußen ansässigen und 1701 nobilitierten Beamten- und Offiziersfamilie. Anton von Werners vielseitige musische Anlagen wurden früh gefördert. In den Jahren 1857 bis 1860 absolvierte er eine Lehre als Stubenmaler, in der er Techniken der Wand- und Dekorationsmalerei, der Gestaltung von Schriftbildern, Ornamenten und Illustrationen erlernte.
So vorgebildet, nahm er 1860 ein Studium an der Berliner Akademie der Künste auf. Aber schon 1862 wechselte Werner an die Kunstakademie nach Karlsruhe, einem Zentrum der modernen Kunstentwicklung, die von der biedermeierlichen Spätromantik zum Realismus führte. Seine Lehrer waren Johann Wilhelm Schirmer, Ludwig des Coudres, Adolph Schroedter und Carl Friedrich Lessing. Deren Häuser waren Stätten der Geselligkeit ortsansässiger und reisender Künstler wie Eduard Devrient, Hans Gude, Johannes Brahms, Clara Schumann und Paul Heyse. Werner befreundete sich hier mit dem Dichter Joseph Victor Scheffel, der ihn mit dem Großherzog Friedrich von Baden und dessen Frau Luise, der Schwester des preußischen Kronprinzen Friedrich Wilhelm, bekannt machte. Erste Erfolge hatte Werner als Illustrator der viel gedruckten Werke Scheffels.
Im Jahre 1865 besuchte er Paris, wo ihn die moderne französische Malerei faszinierte. Von März 1867 bis Juli 1868 hielt sich Werner erneut in Paris auf, zunächst als Beauftragter der Süddeutschen Staaten für die Weltausstellung 1867, dann als freischaffender Maler. Werner studierte intensiv das Schaffen Jean-Auguste-Dominique Ingres’ und Eugène Delacroixs, besonders aber Ernest Meissoniers und Léon Cogniets, dessen nähere Bekanntschaft er machte. Neben kleineren Werken entstand 1868 das großformatige Historienbild Die Entführung Heinrich IV. durch Erzbischof Anno von Köln in Kaiserswerth 1062. Auf der Weltausstellung hatte Werner die Gemälde Konradin von Staufen und Friedrich von Baden und Luther vor Cajetan gezeigt, für die er den Preis der Michael-Beer-Stiftung der Berliner Akademie der Künste für Historienmalerei erhalten hatte. Der Preis ermöglichte Werner eine Studienreise nach Italien von November 1868 bis Ende November 1869. In Rom fand er Anschluss an die deutsche Künstlerkolonie, zu der der prominente Anselm Feuerbach gehörte, der Werners Figurenmalerei der folgenden Jahre deutlich beeinflusste. Dort entstanden auch Studien für sein Historienbild Luther auf dem Reichstag zu Worms.

## Wendepunkt in Frankreich 1870/71
Von Mitte Oktober bis Ende November 1870 erlebte Werner auf Vermittlung seines großherzoglichen Gönners die Endphase des Deutsch-Französischen Krieges im Hauptquartier der III. Armee, die Kronprinz Friedrich Wilhelm befehligte. Dieser ließ ihn im Januar 1871 durch den Hofmarschall August zu Eulenburg per Telegramm auffordern, von Karlsruhe ins deutsche Hauptquartier nach Versailles zu reisen. Wie Werner erst vor Ort erfuhr, sollte er die Gelegenheit bekommen, die Proklamation des Deutschen Kaiserreiches für die Nachwelt festzuhalten. Die preußischen Offiziere im Hauptquartier sahen Anton von Werner als Standesgenossen an und unterstützten seine Arbeit. Werner wurde den Bundesfürsten und den Vertretern der Hansestädte, die er porträtierte, bekannt. Zum Kronprinzen entstand ein nahezu freundschaftliches Verhältnis, das später auch die Familien einbezog. Friedrich Wilhelm stellte persönliche Beziehungen Werners zum Reichskanzler Otto von Bismarck und zum Generalstabschef Helmuth Karl Bernhard von Moltke her und ebenso zum Kaiser Wilhelm, der Werner fortan als Berater in Kunstfragen bevorzugte. Mit dem Aufenthalt in Versailles begann Werners Aufstieg zu einem der vielbeschäftigsten und einflussreichsten Künstler im Kaiserreich. Im vollen Bewusstsein kommender Erfolge ging er 1871 in die neue Reichshauptstadt Berlin. Am 22. August des gleichen Jahres heiratete er Malvine Schroedter (1847–1901), die Tochter seines Lehrers Adolph Schroedter und der Malerin Alwine Schroedter.

## Der Künstler

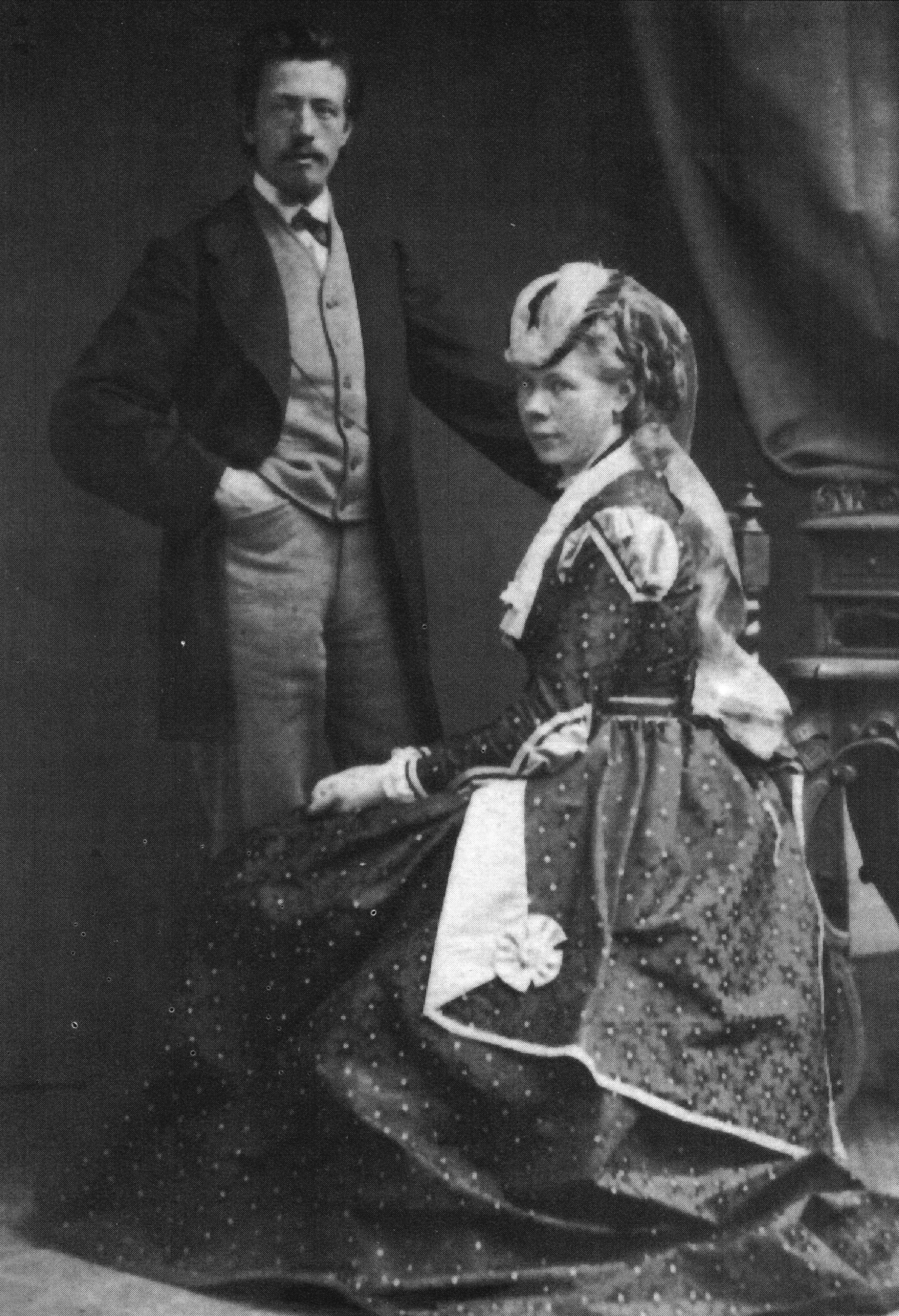
Werner mit seiner Verlobten Malvine (1869)

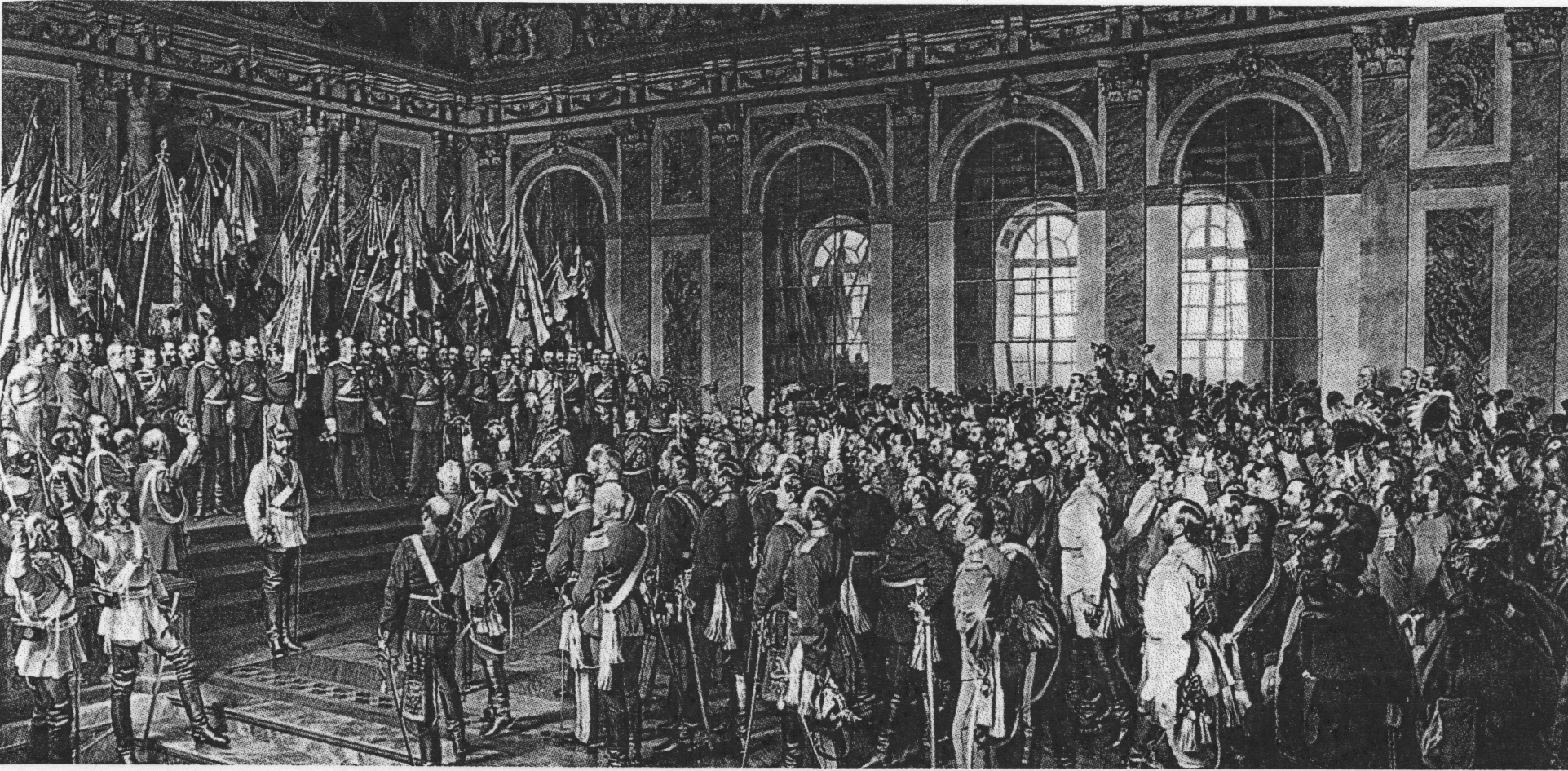
Die Proklamierung des Deutschen Kaiserreiches (18. Januar 1871), erste Fassung (für das Berliner Schloss), 1877

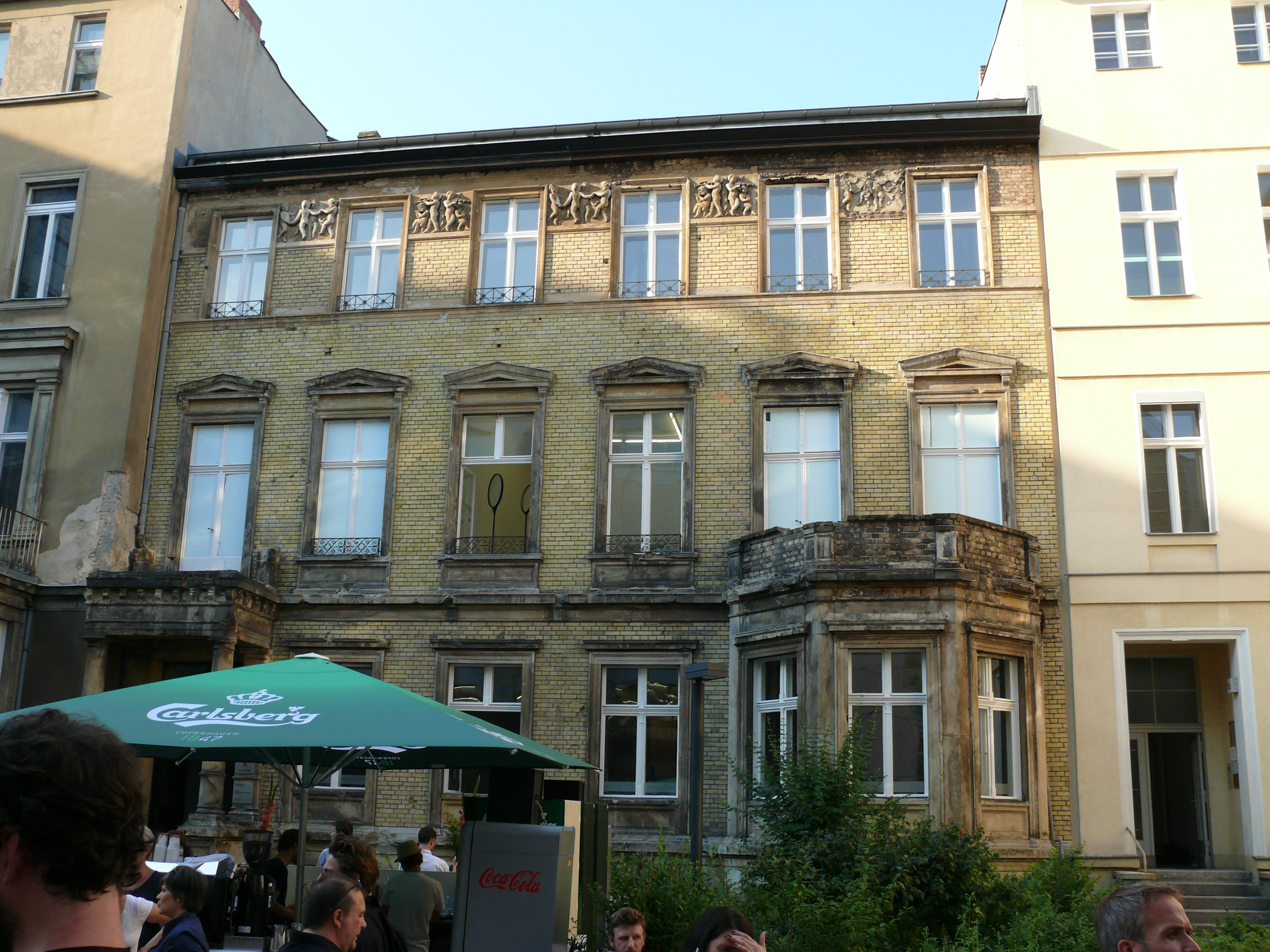
Anton von Werners Haus in der Potsdamer Straße 113, heute 81 A, erbaut von Ernst Klingenberg

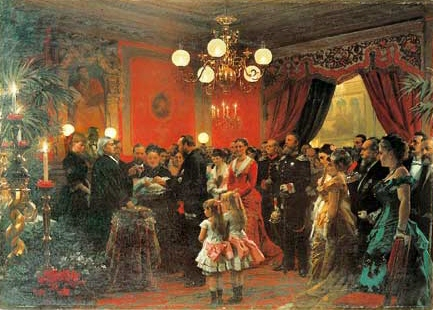
Von Werners privatem Umgang mit dem Kronprinzenpaar zeugt sein Gemälde „Taufe in meinem Hause“ von 1879

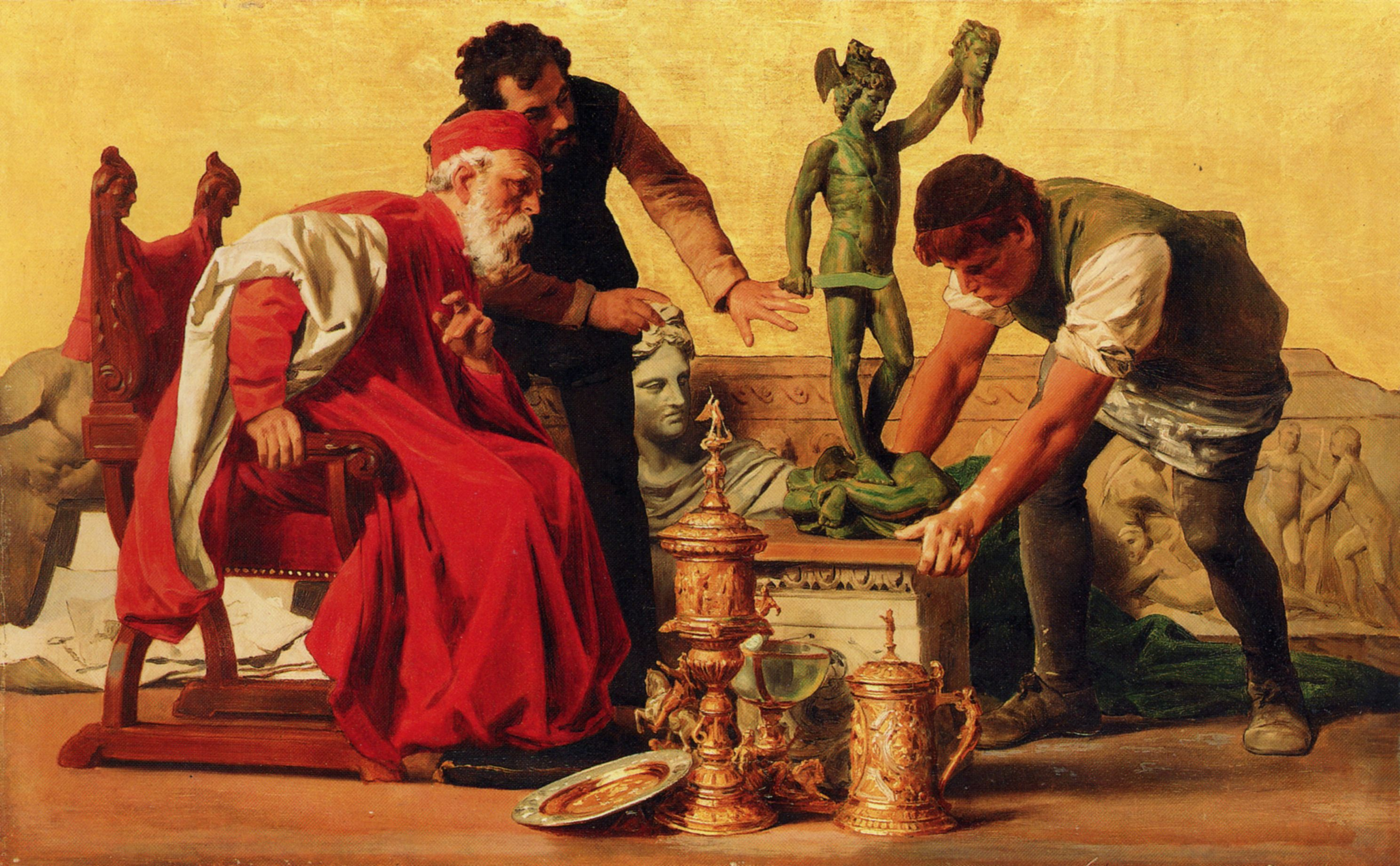
Ars (Die Kunst), Farbskizze zu einem Mosaikfries am Palais Pringsheim, 1872; die größtenteils erhaltenen Mosaike fielen 1950 dem Abriss des kriegsbeschädigten Gebäudes zum Opfer

Noch im Jahre 1871 schuf Werner eines der fünf Velarien, die beim Einzug der siegreichen Truppen in Berlin die Straße Unter den Linden überspannten. Daraufhin erhielt er den Auftrag zum Wandbild in der Säulenhalle des Siegesdenkmals, wo er das Motiv des Velariums abgewandelt unter dem Titel Kampf und Sieg als Karton verwendete. Diese Arbeit begann 1872. Werner schuf hiermit etwas Neuartiges durch „die Nutzung der Malerei für das Stadtbild, indem er die ephemeren Dekorationen für die Siegesfeier von 1871 in die dauerhafte Technik des Glasmosaiks übertrug“. Den Deutsch-Französischen Krieg thematisierten ebenfalls Auftragswerke wie Moltke und der Generalstab vor Paris 1873, für den Schleswig-Holsteinischen Kunstverein, und der Folge der „Saarbrücker Rathauszyklus“, der u. a. den Einzug König Wilhelms von Preußen in die von französischer Besatzung befreite Stadt und den General Bruno von François beim Sturm auf die Spicherer Höhen kurz vor seinem Tod zeigt. Er war Hauptbestandteil eines national-ambitionierten Gesamtkunstwerks in Gestalt eines Neubaus für den Sitzungssaal durch die Berliner Architekten Kayser & von Großheim.
Seine 1871 bezogene Wohnung und, mit erweitertem Bildprogramm, sein 1874 errichtetes Haus, die Villa VI an der Potsdamer Straße, hatte Werner in neuartiger Weise mit Wandmalereien ausgestaltet. Die Folge waren im Jahre 1872 Aufträge zur Gestaltung großformatiger Wandbilder für das Haus des Bankiers Jacob Landau in der Wilhelmstraße und das Palais Pringsheim, ebenfalls in der Wilhelmstraße. Werner entwarf hier mit dem aufstrebenden Architektenduo Ebe und Benda die erste polychrome Fassade Berlins und ergänzte sie durch einen Fries von acht Glasmosaiken mit Darstellungen der Lebensalter, die er von Antonio Salviati in Venedig herstellen ließ. Baedekerreife hatten Werners großformatige Wandbilder im Café Bauer 1877 zum Thema Römisches Leben und 1882 zu Ein römischer Tag. In der Aufholjagd Berlins gegenüber anderen europäischen Metropolen bedeuteten Werners Neuerungen eine Steigerung des Niveaus der Berliner Baukunst.
Werner gehörte in der neuen Hauptstadt zur Gesellschaft, die nach der Reichsgründung zu Macht und Geld gekommen war. In seinem persönlichen Umgang kannte Werner keine Klassen- oder Religionsunterschiede, ausschlaggebend war für ihn der Erfolg – egal ob als Künstler, Industrieller, Politiker, Bankier oder Zeitungsmann. Den im Umkreis des Hofpredigers Adolf Stoecker gepflegten Antisemitismus nannte er „widerlich und schmutzig“. Sein Haus war ein gesellschaftlicher Treffpunkt. Politisch stand Werner dem nationalliberalen Lager nahe, das in der Errichtung des Kaiserreiches einen Erfolg sah, dessen Bewahrung und Ausbau nationale Aufgabe war. Das galt nach Werners Auffassung auch für die Künstler. Sie waren als verantwortliche gesellschaftliche Kraft zur Zusammenarbeit mit dem Staat verpflichtet, im Dienste einer Ästhetik, die einen Realismus bevorzugte, der erheben oder unterhalten, erzählerische oder didaktische Elemente nicht scheuen, aber niemals schockieren sollte.
Neben privaten Aufträgen wie 1874 das Wandgemälde La Festa für das Treppenhaus der Villa Behrens Hamburg und Martin Luther auf einem Familienfest, wobei die „Familie“ die des Auftraggebers war, wie auch 1879 das Familienportrait Pringsheim in Kostümen der Renaissance, beschäftigten Werner zunehmend Darstellungen zeremonieller Ereignisse des preußischen Hof- und Staatslebens. Das bekannteste Bild war 1877 nach sechsjähriger Arbeit Die Proklamierung des deutschen Kaiserreiches (18. Januar 1871) für den Weißen Saal des Berliner Schlosses, ein Geschenk der deutschen Fürsten und Hansestädte an den Kaiser aus Anlass seines 80. Geburtstages. Es folgten Wandbilder für die Ruhmeshalle des Zeughauses in Berlin: 1882 eine verkleinerte Wiederholung der Kaiserproklamation und 1887 Die Krönung Friedrich I. zum König in Preußen in der Schlosskapelle in Königsberg (18. Januar 1701). Nachdem Emil Hünten 1881 in Berlin das Panoramabild Sturm auf St. Privat gemalt hatte, bekam Werner zwei Anfragen, ein konkurrierendes Rundbild zu realisieren. Das Ergebnis war 1883 sein Sedan-Panorama.

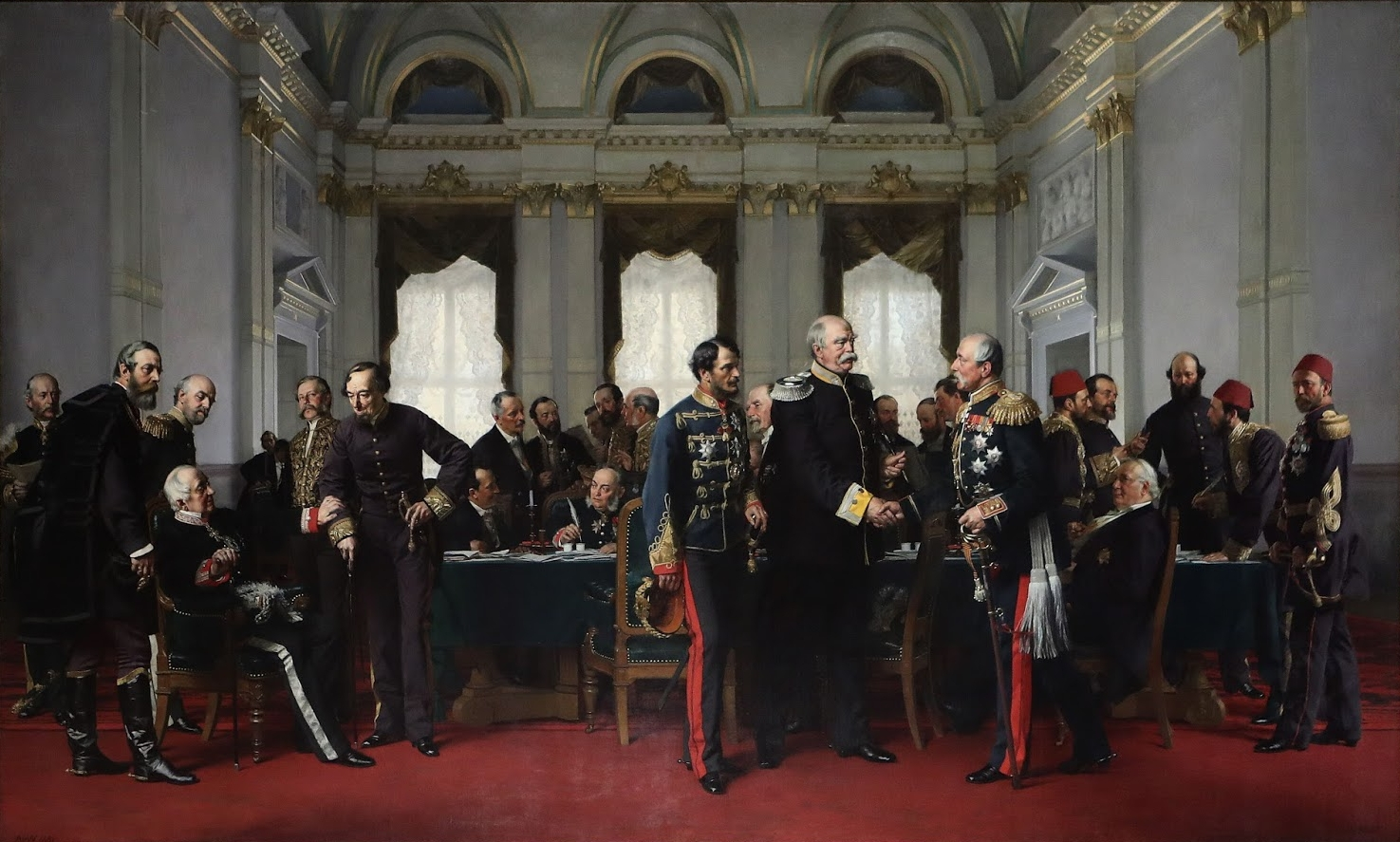
Der Kongress zu Berlin (Schlusssitzung des Berliner Kongresses, 13. Juli 1878), 1881

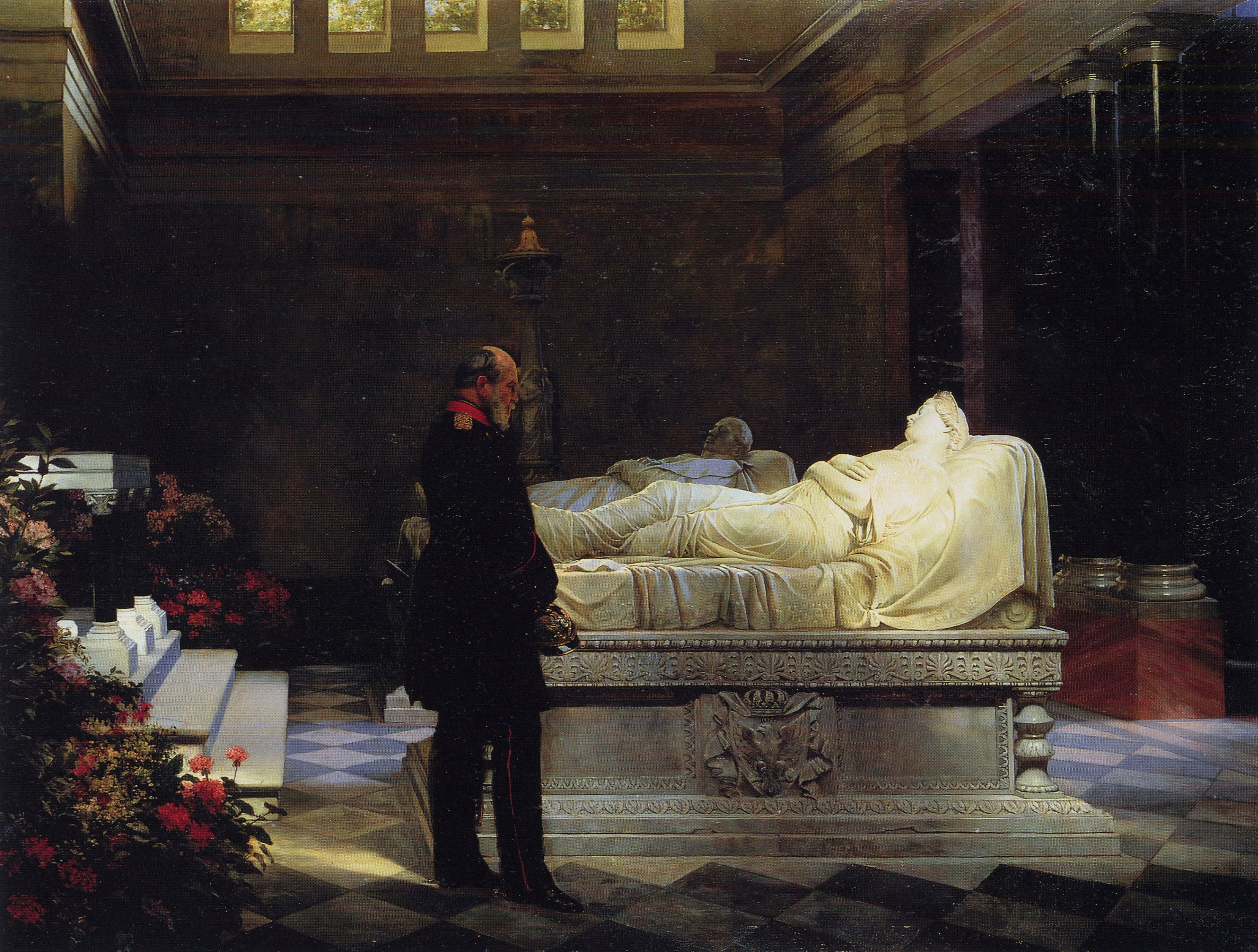
Am 19. Juli 1870 (König Wilhelm am Sarkophag seiner Mutter), 1881

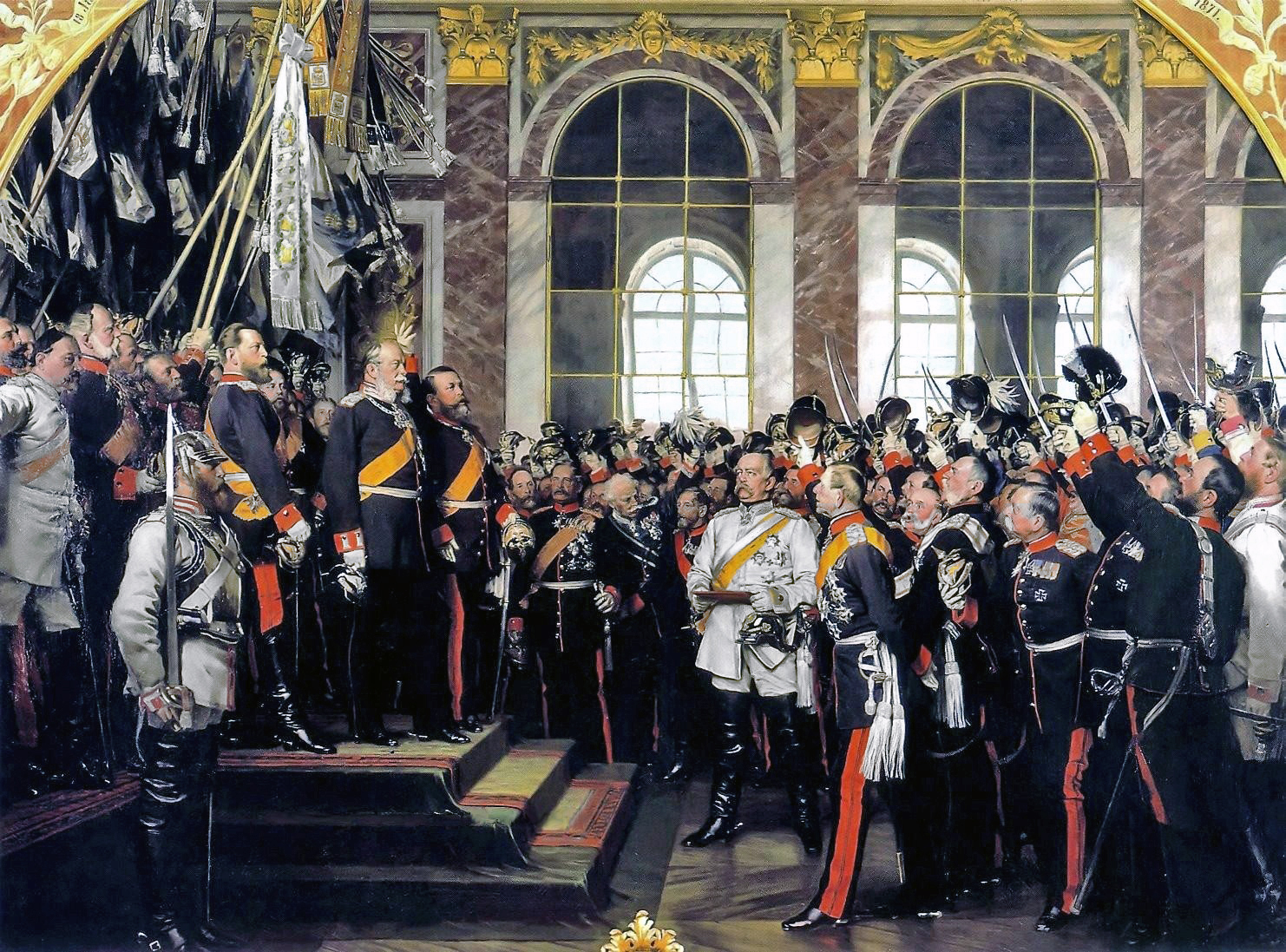
Die Proklamierung des deutschen Kaiserreiches (18. Januar 1871); dritte Version von 1885, Geschenk der preußischen Königsfamilie an Bismarck zum 70. Geburtstag.

Werner wuchs als Künstler in die Rolle eines Hof- und Gesellschaftschronisten hinein. Er malte in einem beinahe fotografisch realistischen Stil ohne tieferen Ausdrucksgehalt. Werner war offenbar von der Sorge getrieben, die Fotografie könnte die Malerei, speziell in dem von ihm bevorzugten Sujet, der Darstellung historischer Ereignisse, verdrängen. Die Stärke der Malerei gegenüber der Fotografie sah Werner in der Möglichkeit, die abzubildenden Ereignisse durch Gewichtung bestimmter Figurengruppen sowie die Überhöhung eines Einzelnen durch freies Erfassen der räumlichen Situation und Führung des Lichts würdevoll zu inszenieren. Er forderte daher von der Malerei die strengste Beachtung der Gesetze der Komposition, der Perspektive, der Anatomie sowie Detailgenauigkeit und Abbildtreue in der Farbgebung und der Darstellung des Materials.
Um die Teilnehmer an den von ihm protokollierten Ereignissen genau wiederzugeben, fertigte Werner von ihnen detaillierte Porträts und Bewegungs- und Kleidungsstudien in Skizzen, Zeichnungen und Ölbildern an. Da zu den Anlässen Feierlichkeiten des europäischen Hochadels, der Berliner Kongress, die Reichstagseröffnung von 1888 und kommunale und private Ereignisse Berlins gehörten, hinterließ Werner die Bildnisse hunderter seiner Zeitgenossen des In- und Auslandes.
Seit den späten achtziger Jahren entstanden als Auftragswerke zahlreiche Porträts von Fürsten, Militärs, Diplomaten, Politikern und Kunstschaffenden, darunter mehrere bekannte Bismarckporträts, von denen sich jenes von 1888, Bismarck am Bundesratstisch, im Berliner Reichstagsgebäude im Besitz der Bundesrepublik Deutschland befindet. Aufträge zur Schilderung historischer Ereignisse, wie der Stiftung des [Schwarzen Adler-]Ordens realisierte er mit Abneigung, weil er die Dargestellten nicht selbst porträtieren konnte. Seine im Krieg geschaffenen Skizzen verwandte er noch Jahre später für seine Genremalerei: 1886 entstand Kriegsgefangen und 1894 Im Etappenquartier vor Paris – beides friedenssehnsüchtliche Szenen aus dem Soldatenleben, die in Reproduktionen große Verbreitung fanden.
Für den Berliner Dom entwarf Werner im Jahre 1900 die acht Mosaikfelder in der Kuppel, welche die Seligpreisungen der Bergpredigt darstellen, die Mosaikporträts der vier Evangelisten in den konchenartigen Nischen der Gewölbepfeiler und die drei Altarfenster in der Apsis mit den zugehörigen Apsiskalottenfenstern.
Freundschaftlichen Umgang hatte Werner mit Adolph von Menzel, den er als den Größeren verehrte, und, seit Karlsruher Tagen, mit dem Volksschriftsteller Emil Frommel.

## Der Kunstpolitiker

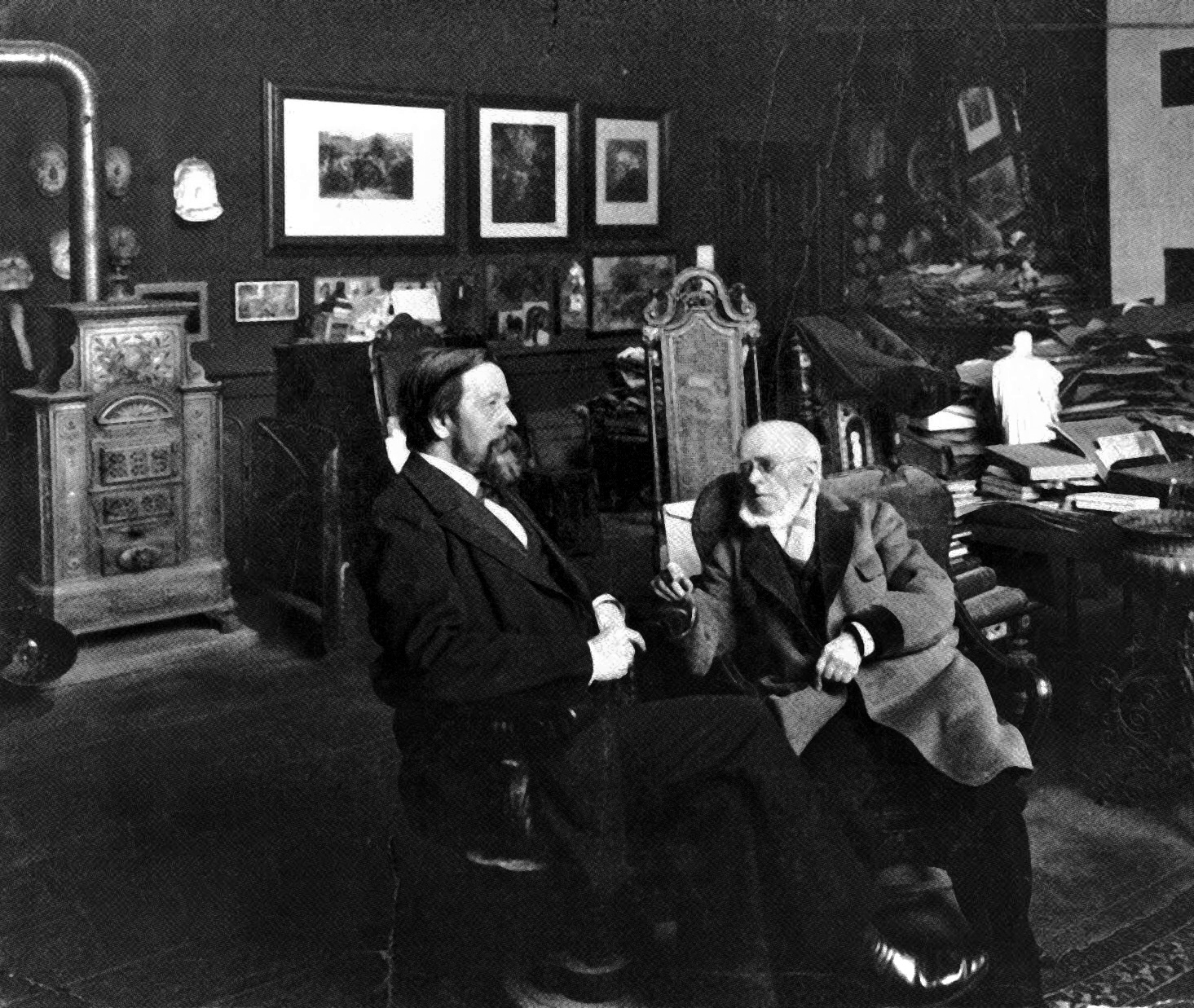
Anton von Werner in Adolph Menzels Atelier, Berlin 1895

Schon 1874 wählte die Preußische Akademie der Künste Werner zum ordentlichen Mitglied. Ihre Abteilung für die bildenden Künste, die sich durch Zuwahl und Ernennungen ergänzte und deren Mitglieder ihren Vorsitzenden und den Senat der Künste wählten, war die einflussreichste Institution im preußischen Kunstleben mit seiner großen Ausstrahlung auf ganz Deutschland. Wichtigste Aufgabe des Senats war die Mitwirkung in der Landeskunstkommission der Regierung, wie bei den Ausschreibungen von Wettbewerben für staatliche Bau- und Denkmalaufgaben, der Ausrichtung der jährlichen Kunstausstellungen, den Ankäufen für Museen und bei der Vergabe von staatlichen Aufträgen, Preisen und Stipendien und der Berufung in staatliche Lehrämter. Bereits in der Absicht, sich grundlegend zu erneuern, bestimmte der Senat Werner 1874 zum Direktor der neu gegründeten Hochschule für die bildenden Künste.
Im Jahr darauf trat Werner sein Amt an, das er vierzig Jahre bis zu seinem Tode innehaben sollte. Dass Werner sich nicht als Hofmaler sah und Wert auf Unabhängigkeit legte, hatte er bei seiner Einstellung als Direktor der Kunstakademie durch den Verzicht auf die damit verbundene Lebensstellung unterstrichen. Statt der üblichen Verbeamtung setzte er einen befristeten Arbeitsvertrag, der alle fünf Jahre verlängert werden konnte, durch.
Werner erarbeitete 1882 ein Statut der Hochschule, worin das dreijährige Studium geregelt wurde. Er selbst unterrichtete in den Sparten Komposition und Zeichnen nach der Natur. Besonders talentierten Studenten ermöglichte er durch die Einführung von Meisterateliers, sich noch im Studium zu vervollkommnen. Hinsichtlich der umstrittenen Zulassung von Frauen zum Studium der Malerei vertrat Werner eine dezidiert konservative Position. Er schrieb im Statut fest, keine Schülerinnen aufzunehmen. Bereits im ersten Jahr seiner Amtsführung verdoppelte sich die Zahl der Studenten auf 138 und stieg bis zur Jahrhundertwende auf beinahe dreihundert an. In den Jahren 1898 bis 1902 entstand in Charlottenburg in Zusammenarbeit Kayser & von Großheim der noch heute benutzte Hochschulneubau an der Hardenbergstraße.
Auf Bitte Bismarcks richtete Werner als „Generalkommissar“ zusammen mit Lorenz Gedon die deutschen Abteilung auf der Pariser Weltausstellung von 1878 aus, wo er das Eisenwalzwerk (Moderne Cyklopen) von Adolph Menzel in den Mittelpunkt stellte.
In den 1880er Jahren sah sich Werner auf dem Höhepunkt seines Schaffens und seiner gesellschaftlichen Stellung. Dies brachte er 1885 in seinem Selbstportrait im Atelier zum Ausdruck. Zum Hintergrund wählte er die beiden Ölbilder Die Proklamierung des deutschen Kaiserreiches (Friedrichsruher Fassung) und die Farbskizze zur Krönung Friedrichs I., beides Aufträge der königlichen Familie und des preußischen Staates, an denen er in diesem Jahr arbeitete. Der Kunstkritiker Ludwig Pietsch schrieb, dass aus Werners „Augen und Minen die Klarheit, Entschiedenheit und Entschlossenheit des Willens, mit einem Wort die ‚Schneidigkeit‘ spricht, welche sich in seinen Kunstschöpfungen, wie in all seinem Tun und Handeln, in seiner ganzen Lebensführung offenbart …“
Im Jahre 1887 hatte der private Verein Berliner Künstler Werner zum Vorsitzenden gewählt. Die Wahl fand jährlich statt. Werner behielt das Amt bis 1895 und hatte es von 1899 bis 1901 und zuletzt von 1906 bis 1907 inne. Er war damit zugleich Vorsitzender der Berliner Sektion der Allgemeinen Deutschen Kunstgenossenschaft. In diesen Funktionen arbeitete Werner im Sinne seiner Auffassung von der gesellschaftlichen Funktion der Künstler an Versicherungs- und Versorgungsplänen für die Mitglieder. Die Bedeutung des Vereins für das Einkommen der Künstler steigerte Werner, indem er dessen Ausstellungs- und Verkaufsprogramm modernisierte und den Bau eines neuen Galeriegebäudes durch die Regierung an zentraler Stelle in der Bellevuestraße durchsetzte. In offiziellen Kommissionen und Ausschüssen wuchs die Präsenz des Vereins auf Kosten der Akademie, „dem Werkzeug der absolutistischen Regierung“. Weithin Aufsehen erregten die von Werner als Vereinsvorsitzenden organisierten Künstlerfeste, von denen das von 1886 aus Anlass der Präsentation des Pergamonaltars mit 1300 antik gewandeten Berliner Künstlern konservative Sittenwächter auf den Plan rief.
Werner handelte bewusst als Standesvertreter der Berliner und deutschen Künstler, was angesichts seiner starren Kunstauffassung jedoch die Einheit des Vereins gefährdete. Zu einem ersten Konflikt im Verein kam es 1892 durch die von namhaften Künstlern wie Max Liebermann unterstützte Gründung der Elf, einer modern orientierten Künstlergruppe, die neben dem jährlich vom Verein und der Akademie veranstaltetem Salon gesondert ausstellte. Als im November 1892 der Künstlerverein dem vorexpressionistischen Maler Edvard Munch eine Ausstellung ermöglichte, provozierte dies sofort heftige Kritik der Mitglieder. Auf ihrer eilig einberufenen Generalversammlung stimmte eine knappe Mehrheit für die Schließung der Ausstellung und die Absetzung der Ausstellungskommission, worauf ein Teil der Minderheit spontan die Freie Künstlervereinigung gründete. Werner hatte sich als Vorsitzender nicht an der Abstimmung beteiligt, benutzte aber den der Durchsetzung des Beschlusses folgenden Konflikt zur Entfernung seiner Gegner Hugo Vogel, Franz Skarbina und August von Heyden aus der Lehrerschaft der Kunsthochschule. In den folgenden Jahren führte Werners Ausstellungspolitik zum Entstehen der Berliner Secession.
Während seiner zweiten Amtszeit als Vorsitzender der Abteilung für die bildenden Künste der Akademie der Künste von 1902 bis 1906 fungierte Werner 1904 als „Berater“ der Allgemeinen Deutschen Kunstgenossenschaft bei der Gestaltung der deutschen Kunstabteilung in der Weltausstellung in St. Louis. Dies war die Lösung eines reichsweiten Konfliktes um das alleinige Recht der Kunstgenossenschaft bei der Auswahl der auszustellenden Bilder. Er führte zur Gründung des Deutschen Künstlerbunds unter der Schirmherrschaft des Großherzogs von Sachsen-Weimar und dem Vorsitz des Grafen Kalckreuth und damit zur organisatorischen Spaltung der deutschen Künstlerschaft. Im Februar 1904 errangen die Gegner der Politik der Reichsregierung bei der Auswahl der Bilder für St. Louis in einer Reichstagsdebatte einen moralischen Sieg über Werner und den hinter ihm stehenden Kaiser Wilhelm II.
Hugo von Tschudi, seit 1896 Direktor der Nationalgalerie, stand bei seinen Ankäufen der von Werner missachteten impressionistischen Malerei aufgeschlossen gegenüber. Wegen der Frage der bevorzugten Hängung von Werken der Schule von Barbizon kam es 1908 zur Tschudi-Affäre. Im Ergebnis beurlaubte der Kaiser Tschudi und ernannte Werner zum kommissarischen Direktor der Nationalgalerie.
In allen diesen Kämpfen konnte sich Werner auf die Unterstützung des Kaisers verlassen, der ihm, seit er ihn in Kindestagen im Zeichnen unterrichtet hatte, persönlich bekannt war und der ähnliche Ansichten wie er zur modernen Kunst vertrat und dabei vehemente Eingriffe ins Kunstleben nicht scheute. Zugleich stand hinter Werner die Masse der organisierten deutschen Künstler, die in ihm den Garanten ihres geregelten Einkommens und ihrer gesellschaftlichen Anerkennung sahen und deren Werke zugleich dem breiten Publikumsgeschmack entsprachen.

## Öffentliche Wahrnehmung
Werners streng konservative Kunstauffassung traf seit seiner Parteinahme gegen die moderne Kunst in den 1890er Jahren zunehmend auf öffentliche Kritik. Für Cornelius Gurlitt war Werner 1899 ein „geschickter Berichterstatter“, dessen Bilder keine „eigentlichen Kunstwerke“ seien. Zum fortschreitenden Ansehensverlust Werners trug bei, dass er trotz öffentlicher Kritik am Zulassungsverbot für Frauen festhielt. Zu den Unterzeichnerinnen einer Petition für die Aufhebung des Verbots an das preußische Abgeordnetenhaus gehörten im Jahr 1904 die namhaften Künstlerinnen Käthe Kollwitz und Paula Modersohn-Becker. Als 1913 die Akademie Werner anlässlich seines 70. Geburtstages mit einer Retrospektive ehren wollte, lehnte er dies ab, weil die Reichsregierung in der Befürchtung, die Präsentation seiner Bilder zum Deutsch-Französischen Krieg könnte in Frankreich als Provokation verstanden werden, ihm das Ausstellungsprogramm vorschreiben wollte. Werners gesellschaftlicher Rückhalt nahm ab, nur die chauvinistische Presse unterstützte ihn. In Karikaturen, die im Simplicissimus, dem Kladderadatsch und der Jugend veröffentlicht wurden, erschien Werner als Witzfigur, und auch die angesehene Kunstkritik benannte distanziert seine „trockene, künstlerisch nichtssagende und unbefriedigende, wenn auch bis ins einzelste genaue Wirklichkeitswiedergabe“. Werners Beiträge für den Berliner Dom wurden als „Berliner Frömmelei und heiliges Augenverdrehen“ kritisiert.
Das von Werner repräsentierte Kunstschaffen der wilhelminischen Ära fiel nach der Novemberrevolution in der deutschen Kunstkritik einhelliger und radikaler Ablehnung zum Opfer. Einer der Wortführer, Werner Hegemann, verlangte die „Beseitigung“ des Berliner Doms und anderer Kunstwerke.
Die nationalsozialistische Kunstbetrachtung wertete die offizielle Kunst des Kaiserreiches trotz ihrer figürlich-gegenständlichen Formensprache als Verfallserscheinung und ignorierte Werner wegen seiner Verbundenheit mit der Monarchie und dem – auch jüdischen – Großbürgertum.
In der Bundesrepublik stellte Golo Mann ihn 1958 in eine Reihe mit Paul Heyse, Felix Dahn und Karl von Piloty, denen er „Epigonentum“, „verspäteten Klassizismus“, „falsche Renaissance“ und „keinen eigenständigen Stil“ bescheinigte.
Nach Ansicht der DDR-Kunstgeschichte verherrlichte Werner die chauvinistische Reichsvereinigungspolitik und die reaktionäre Reichspolitik in akademisch-pseudorealistischer Manier.
Was unbestritten von Werner blieb, sind „gemalte Berichte von nicht zu unterschätzendem dokumentarischem Wert“, wie die immer noch weithin bekannte Kaiserproklamation, wobei ihre in den verschiedenen Fassungen sich verändernden inhaltlichen Botschaften inzwischen vergessen sind.

## Ausstellungen
- Männer und Taten. Moritz Götze. Anton von Werner. Ausstellung im Saarlandmuseum Saarbrücken vom 25. August bis 7. Oktober 2007
- Monumente des Krieges. Der Rathauszyklus Anton von Werners und unser Bild vom Deutsch-Französischen Krieg 1870/71. Ausstellung im Historischen Museum Saar vom 19. März bis 31. Oktober 2021[32][33]

## Ehrungen

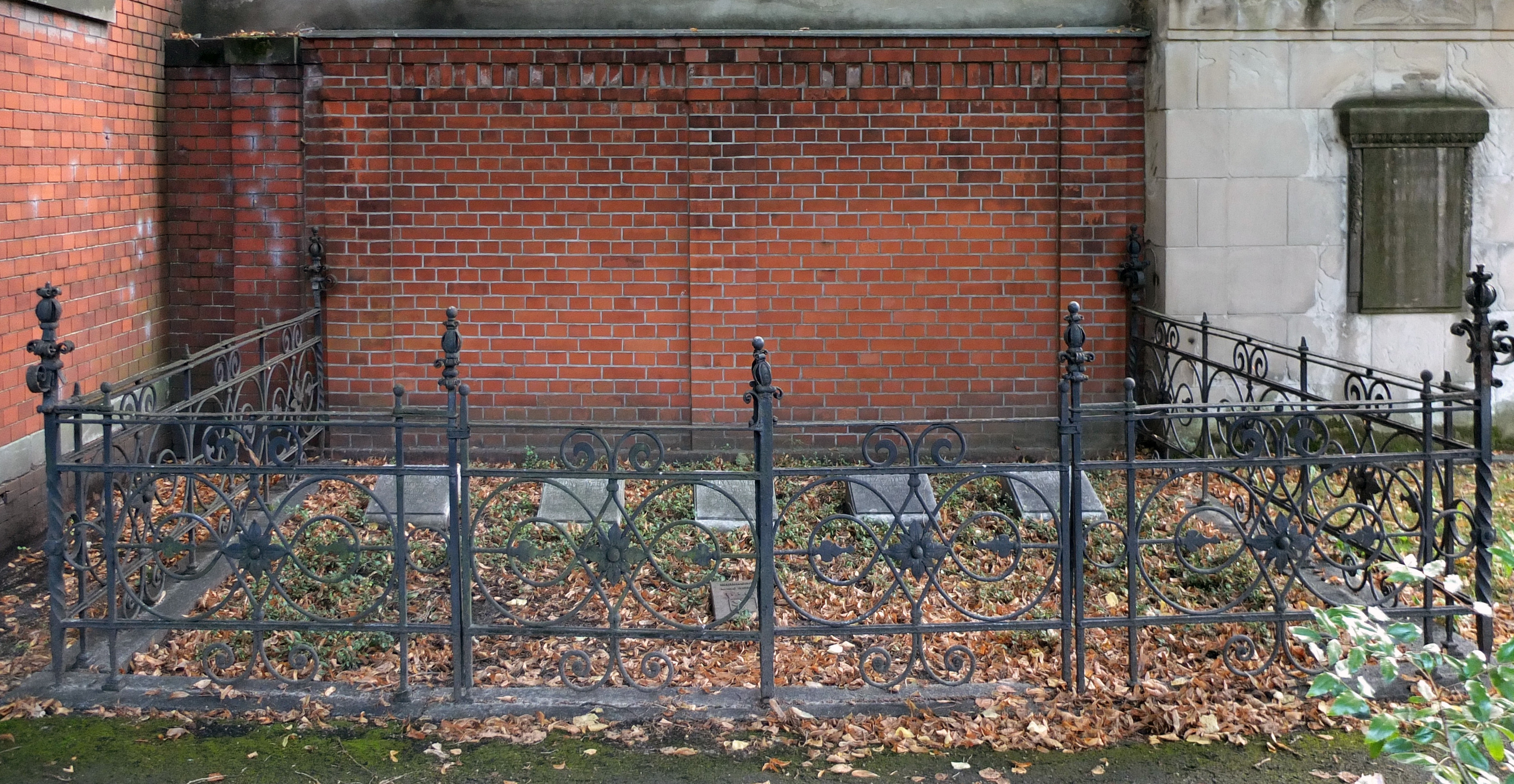
Ehrengrab von Anton von Werner in Berlin-Schöneberg

Der höchste seiner sehr zahlreichen in- und ausländischen Orden war der Rote Adlerorden I. Klasse mit Band.
Anlässlich der Einweihung des Berliner Doms erhielt Werner 1905 den Titel Rat I. Klasse mit der (erhöhenden) Anrede Exzellenz. Nach ihm sind die Wernerstraße in Berlin-Grunewald, die Wernerstraße in Berlin-Wannsee und die Anton-von-Werner-Straße in Berlin-Kaulsdorf benannt.
Anton von Werners Grab auf dem Alten Zwölf-Apostel-Kirchhof in Berlin-Schöneberg ist seit 1956 als Ehrengrab des Landes Berlin gewidmet. Die Widmung wurde im Jahr 2016 um die übliche Frist von zwanzig Jahren verlängert.

## Werke (Auswahl)

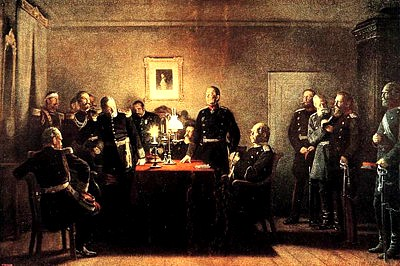
Kapitulationsverhandlungen von Donchery (1./2. September 1870, Mitternacht), Diorama, 1885

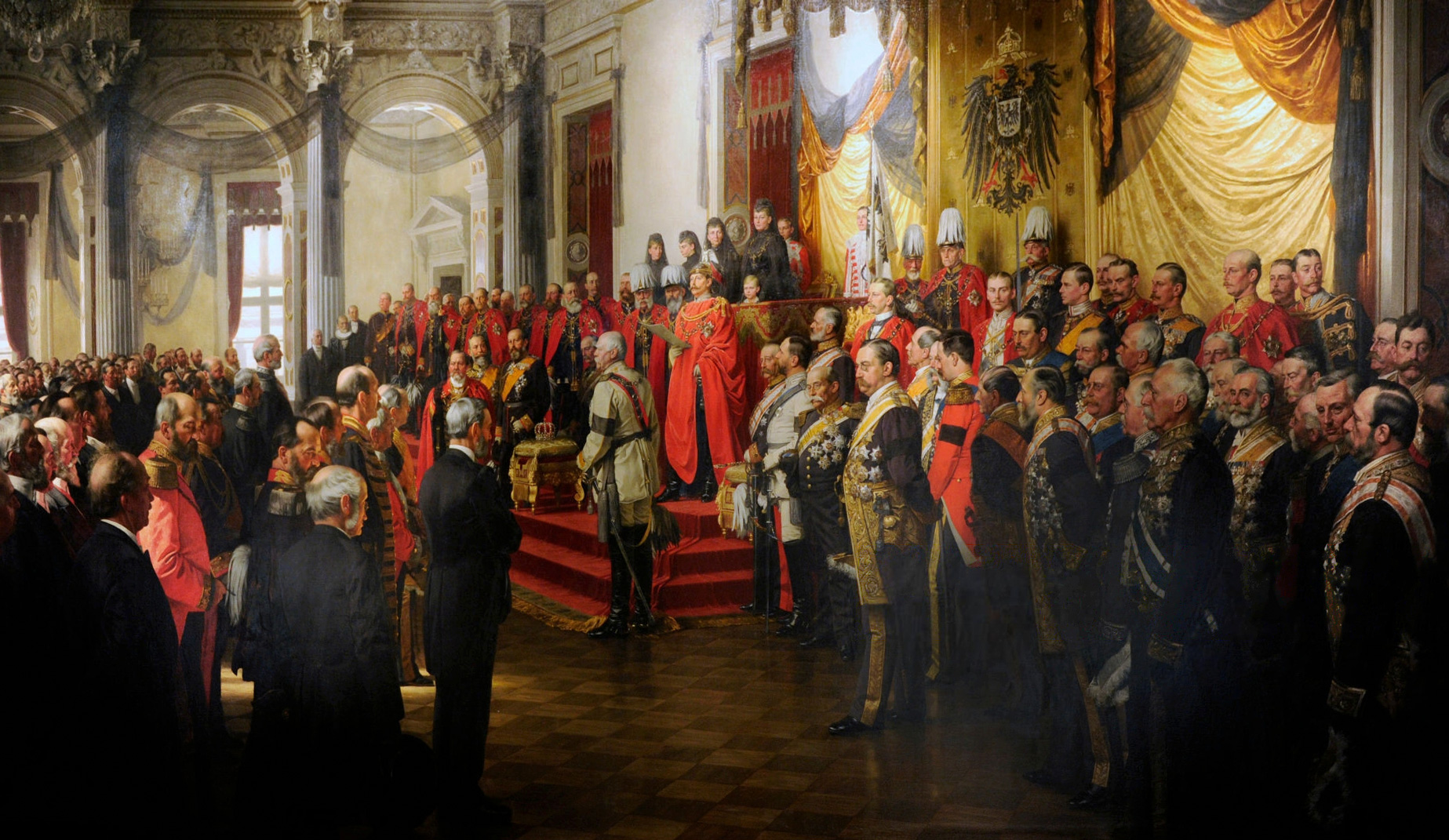
Eröffnung des Reichstages, 1888 im Weißen Saal im Berliner Schloss, 1893

Mann mit Zeitung, 1893, Privatbesitz

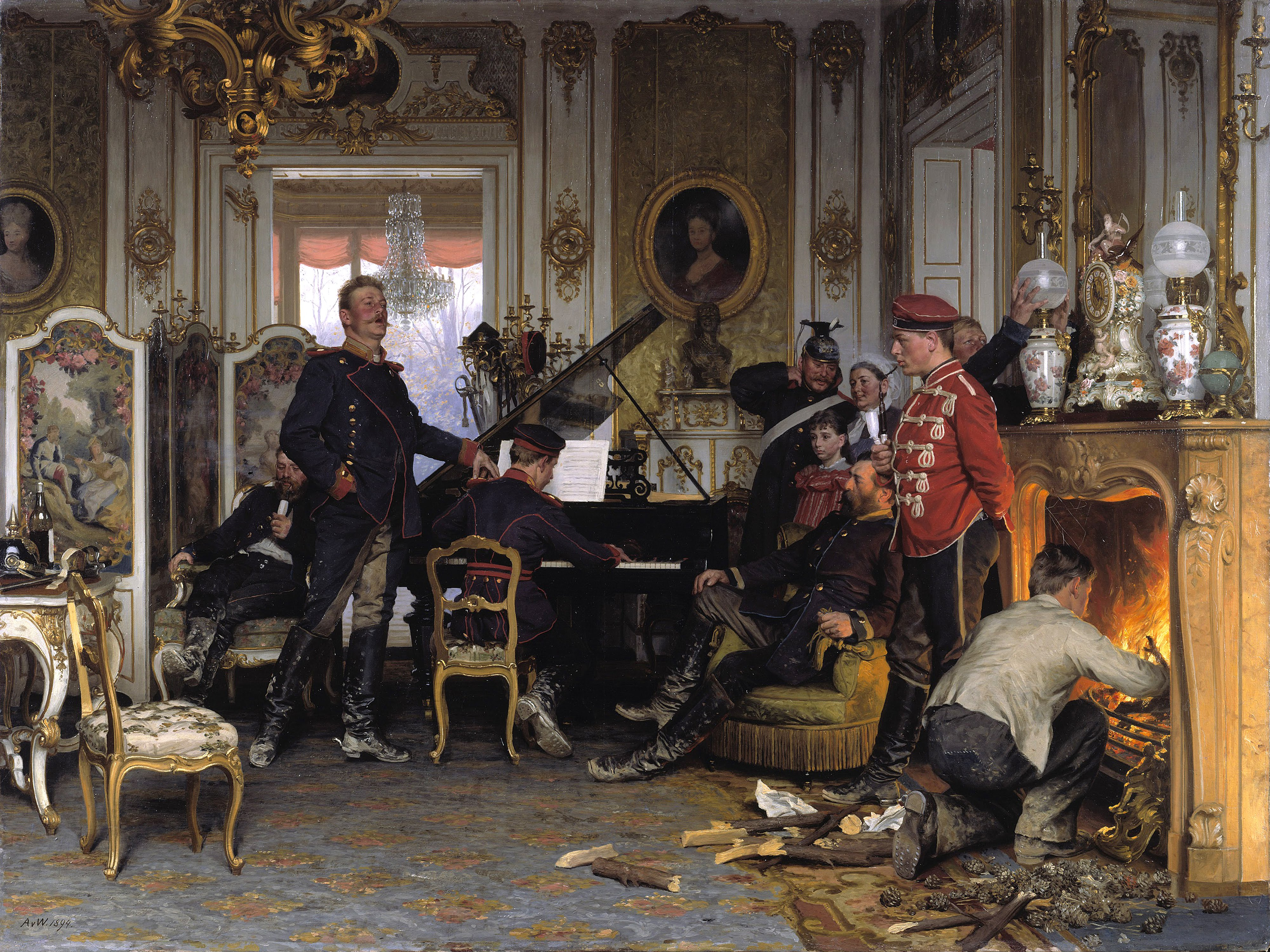
Im Etappenquartier vor Paris (24. Oktober 1870), 1894

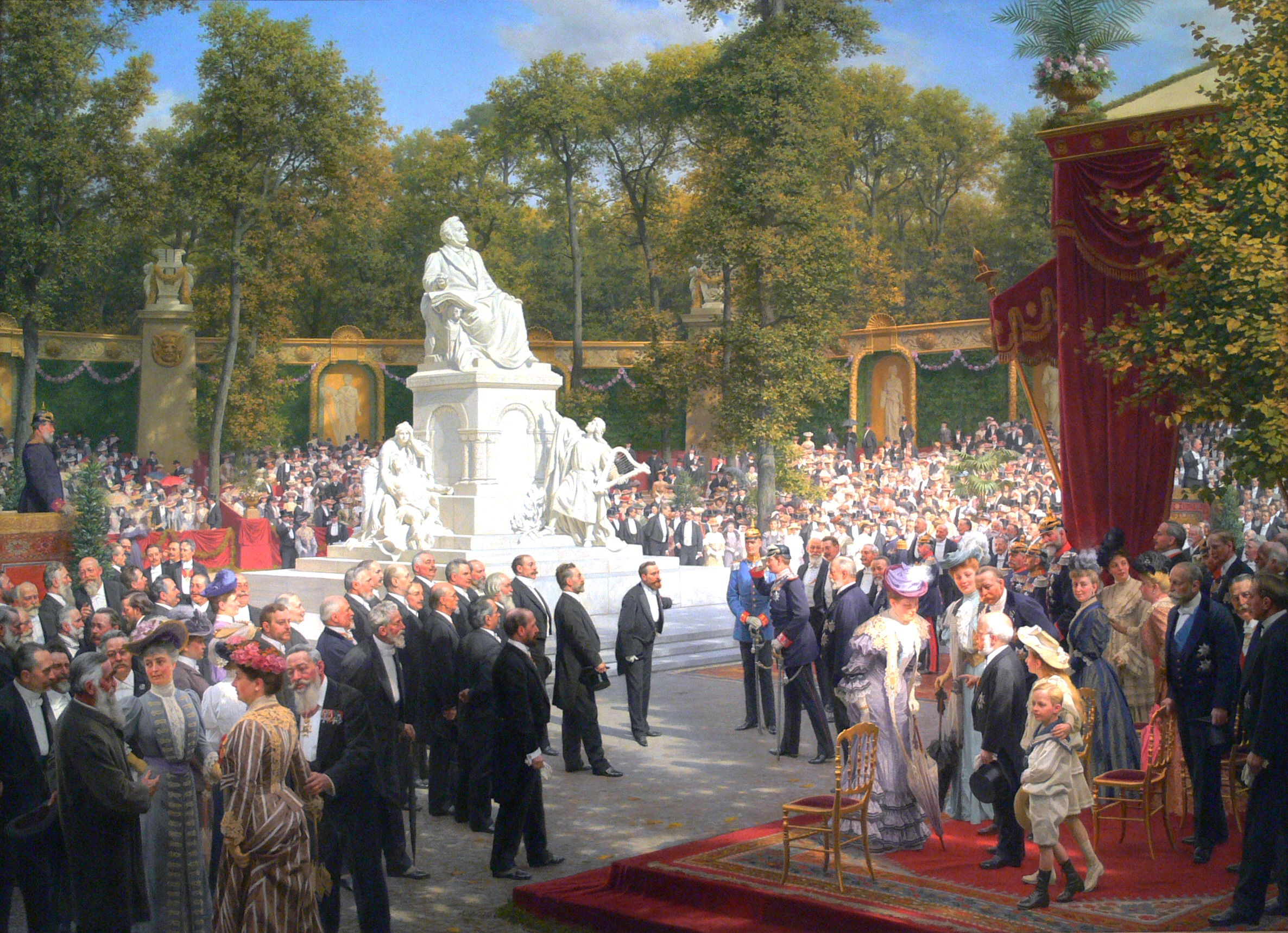
Enthüllung des Richard-Wagner-Denkmals im Tiergarten, 1908

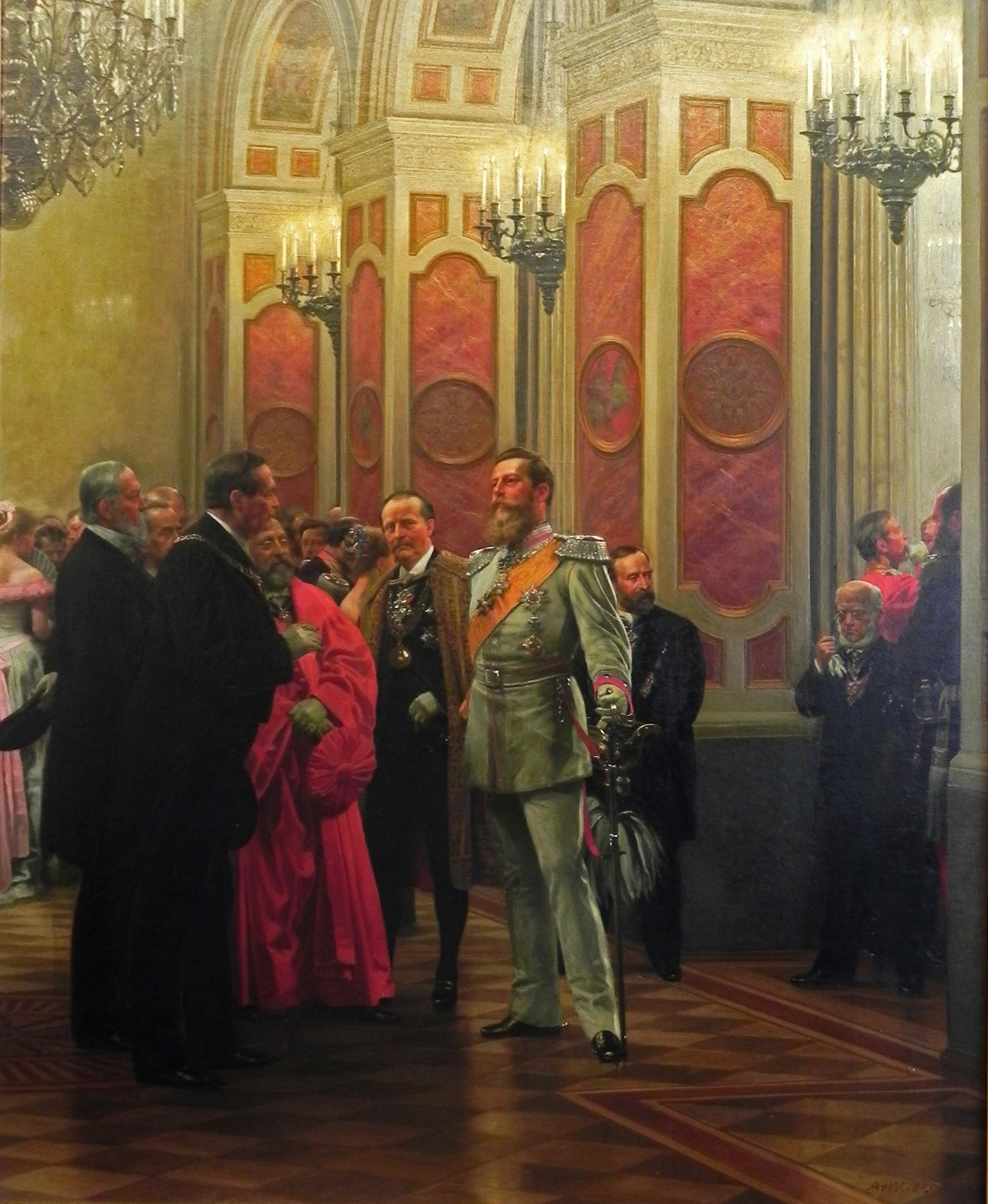
Kaiser Friedrich als Kronprinz auf dem Hofball 1878, Gemälde von 1895

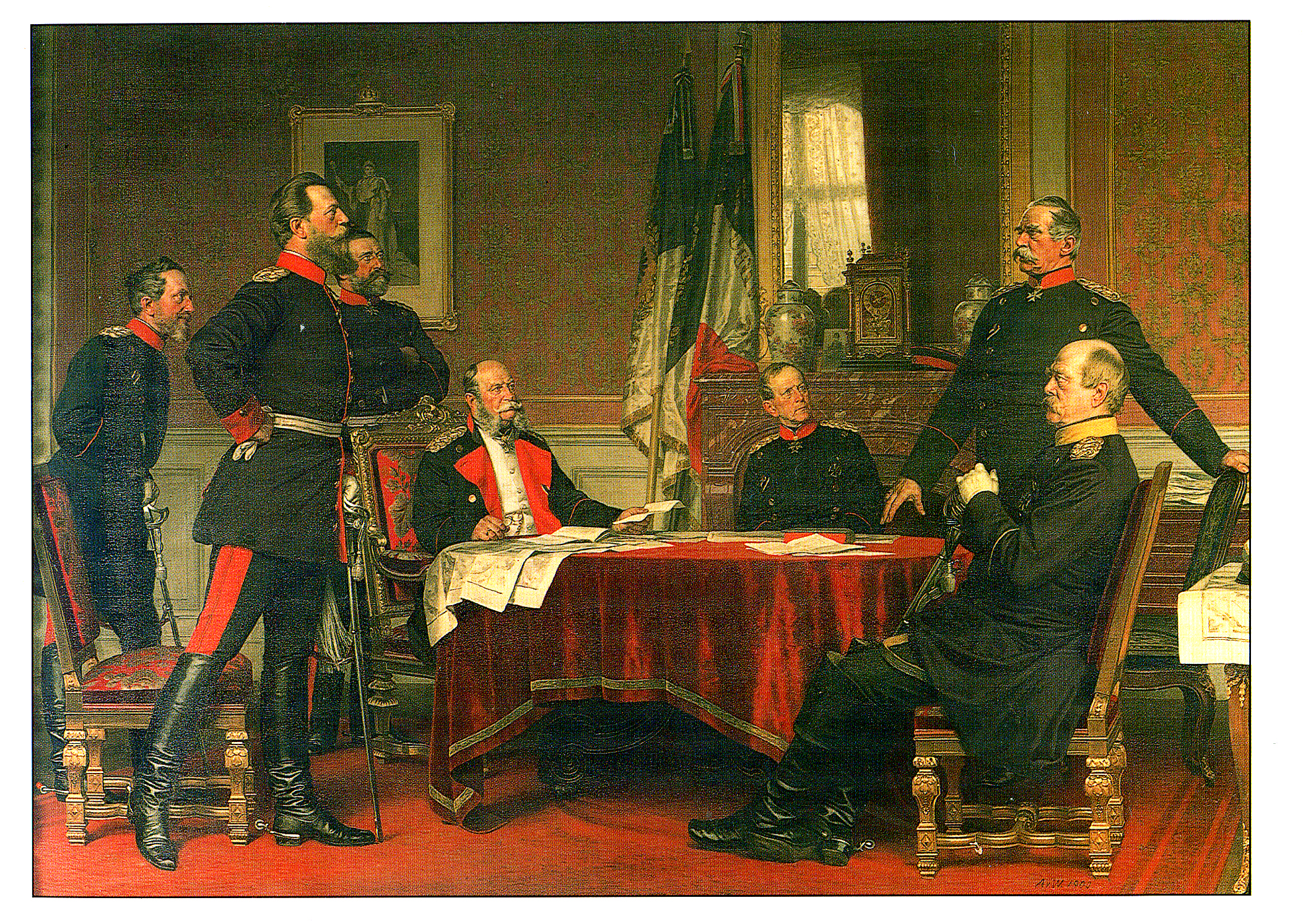
Kriegsrat in Versailles, Gemälde von 1900

- 1860er: Illustrationen für Werke Scheffels, Federzeichnungen, schwarz, weit verbreitet z. B. zum Trompeter von Säckingen und Ekkehard
- 1866: Konradin von Staufen und Friedrich von Baden, das Todesurteil hörend, Öl auf Leinwand, 2,86 × 2,37 m, Staatliche Kunsthalle Karlsruhe
- 1870: Luther auf dem Reichstag zu Worms und Die nationale Erhebung von 1813 für die Aula der Kieler Gelehrtenschule, Wachsfarben, 3,5 × 7 m, oben halbrunde Wandbilder, 1944 kriegszerstört (Luther vor dem Reichstag in Worms, 1877, als Replik in der Staatsgalerie Stuttgart)
- 1870: Oberstallmeister Fedor von Rauch, Porträtstudie, Öl auf Leinwand, verschollen
- 1871: Kampf und Sieg Velarium zum Einzug der Truppen in Berlin, Öl auf Stoff, 5,6 × 6,6 m, ehemals im Humboldt-Gymnasium (Berlin-Tegel), (eine Vorstudie zum Mosaik an der Siegessäule in Berlin), Akademie der Künste (Berlin)
- 1871: Die Proklamierung des Deutschen Kaiserreiches (18. Januar 1871), Öl, 78 × 158 cm, Vorstudie, Privatbesitz in Sachsen, verschollen
- 1871: zwei Friese für seine Wohnung in Berlin: Behüt’ uns Gott vor Sturm und Wind/ und Gästen, die langweilig sind und Tages Arbeit, Abends Gäste/Saure Wochen, frohe Feste, Öl auf Leinwand, je 89 × 499 cm, Privatbesitz, Stiftung Stadtmuseum Berlin (SMB), Depositum
- 1872: Graf Moltke in seinem Arbeitszimmer in Versailles, Öl auf Leinwand, 99 × 71 cm, Haus Doorn
- 1873: Karton zum Siegesdenkmalfries, Öl auf Leinwand, 3,94 × 23,45 m, SMB, Depositum
- 1873: Moltke mit seinem Stabe vor Paris, Öl auf Leinwand, 1,90 × 3,60 m, Kunsthalle zu Kiel
- 1874: Graf Moltke in russischer Feldmarschallsuniform, Öl auf Leinwand, 2,68 × 1,63 m, Eremitage (Sankt Petersburg)
- 1877: Die Proklamierung des deutschen Kaiserreiches (18. Januar 1871), Öl auf Leinwand, 4,34 × 7,32 m, für den Weißen Saal im Berliner Schloss, von 1892 bis 1914 in der Bildergalerie, dann eingelagert, beim Brand des Schlosses 1945 kriegszerstört
- 1878: Christus und der Zinsgroschen, Öl auf Leinwand, Altargemälde für die St. Gertraudkirche in Frankfurt (Oder), seit 1945 verschollen
- 1880: Saarbrücker Rathauszyklus, darunter Sturm auf den Spicherer Berg, heute ausgestellt im Historischen Museum Saar
- 1881: Stiftung des Ordens und Friedrich I., Öl auf Leinwand, 3,24 × 3,83 m, Wandbild im Kapitelsaal des Schwarzen Adler-Ordens im Berliner Schloss, seit 1945 verschollen
- 1881: Der Kongress zu Berlin (Schlusssitzung des Berliner Kongresses, 13. Juli 1878), Öl auf Leinwand, 3,60 × 6,15 m, Wandbild im Festsaal des Berliner Rathauses
- 1881: Der 19. Juli 1870 (König Wilhelm am Sarkophag seiner Mutter, der Königin Luise, im Mausoleum zu Charlottenburg), Öl auf Leinwand, 1,69 × 2,21 m, erworben vom Schlesischen Museum der Bildenden Künste in Breslau, heute im Nationalmuseum Warschau
- 1882: Die Proklamation des Deutschen Kaiserreiches (18. Januar 1871), Wachsfarben, Lwd., 5,0 × 6,0 m, Wandbild für die Ruhmeshalle des Berliner Zeughauses, Kriegsverlust
- 1883: Sedan-Panorama,[37] Öl auf Leinwand und Mischtechnik, 15,0 × 115,0 m, Rundbild im Sedan-Panorama am Bahnhof Alexanderplatz in Berlin, Panoramastraße, nach Abriss des Gebäudes 1908 im Privatbesitz des Kaisers, später Depositum in der Berliner Nationalgalerie, verschollen
- 1884: Bismarcks Zusammentreffen mit Napoleon (2. September 1870, 6 Uhr), Öl auf Leinwand, 3,80 × 6,00 m, Diorama im Sedan-Panorama, verschollen
- 1885: Die Proklamierung des Deutschen Kaiserreiches (18. Januar 1871), Öl auf Leinwand, 1,67 × 2,02 m, Otto-von-Bismarck-Stiftung, Friedrichsruh
- 1885: Die Kapitulationsverhandlungen von Donchery (1./2. September 1870, Mitternacht), Öl auf Leinwand, 3,20 × 4,20 m, Diorama im Sedan-Panorama, verschollen
- 1885: Selbstporträt im Atelier, Öl auf Leinwand, 119 × 87 cm, Museum Viadrina, Frankfurt/Oder
- 1886: Kriegsgefangen (Oktober 1870), Öl auf Leinwand, 106 × 157 cm, Berlin, Berlinische Galerie
- 1887: Der 70. Geburtstag des Kommerzienrates Valentin Manheimer, 1887, Öl auf Leinwand, 101 × 143 cm, Berlin, Deutsches Historisches Museum
- 1889: Verlobung des Prinzen Heinrich am 90. Geburtstag Kaiser Wilhelms I. (22. März 1887), Öl auf Leinwand, 2,03 × 2,61 m, London, im Besitz von Königin Elisabeth II.
- 1890: Kronprinz Friedrich Wilhelm an der Leiche des Generals Abel Douay (Weißenburg, 4. August 1870), Öl auf Leinwand, 1,17 × 1,67 m, Hechingen, Burg Hohenzollern
- 1893: Die Eröffnung des Reichstags im Weißen Saal des Berliner Schlosses durch Wilhelm II. (25. Juni 1888), Öl auf Leinwand, 3,87 × 6,42 m, Berlin, Deutsches Historisches Museum (Dauerleihgabe der Stiftung Preußische Schlösser und Gärten Berlin-Brandenburg)
- 1893: Mann mit Zeitung, Öl auf Holz, 23 cm × 33 cm, Privatbesitz
- 1894: Im Etappenquartier vor Paris (24. Oktober 1870), Öl auf Leinwand, 1,20 × 1,58 m, Berlin, Alte Nationalgalerie
- 1895: Kaiser Friedrich als Kronprinz auf dem Hofball 1878, Öl auf Leinwand, 118 × 95 cm, Berlin, Alte Nationalgalerie
- 1899: Das Gastmahl der Familie Mosse, großes Wandbild im Speisesaal des „Mosse-Palais“ am Leipziger Platz in Berlin, Kriegsverlust; verkleinerte Fassung, Öl auf Leinwand, 46 × 89 cm, im Jüdischen Museum Berlin
- 1900: Kriegsrat in Versailles (November/Dezember 1870), Öl auf Leinwand, 2,98 × 4,00 m, Hamburger Kunsthalle
- 1908: Die Enthüllung des Richard-Wagner-Denkmals (1. Oktober 1903), Öl auf Leinwand, 2,30 × 2,80 m, Wandbild für die Villa Ludwig Leichners in Dahlem, Berlinische Galerie
- um 1911: Die Proklamierung des Deutschen Kaiserreiches (18. Januar 1871), Wandbild für die Aula des Realgymnasiums Frankfurt/Oder, die auch als städtischer Veranstaltungssaal gedacht war, Öl auf Leinwand, 5 × 7,5 m. Nach 1945 verschollen/zerstört, nur als Skizze und auf einer S/W-Fotografie der Aula erhalten.[38]

## Schriften
- (Hrsg.) Zur Jubelfeier 1696–1896. Geschichte der Königlichen Akademischen Hochschule für die bildenden Künste zu Berlin. Berlin 1896.
- Ansprachen und Reden des Direktors Anton von Werner an die Studierenden der Königlichen Akademischen Hochschule für die bildenden Künste zu Berlin und Verzeichnis der Lehrer, Beamten und Schüler derselben seit 1875. Schuster, Berlin 1896.
- Rede bei der Trauerfeier der Königl. Akademie der Künste für Adolph von Menzel am 6. März 1905, gehalten von Anton von Werner. Mittler & Sohn, Berlin 1905.
- Erlebnisse und Eindrücke 1870–1890.Mittler, Berlin 1913.
- „Jugenderinnerungen 1843–1870“, Herausgegeben von Dominik Bartmann, kommentiert von Karin Schrader. DVf Kunstwissenschaft, Berlin, 1994 (=Quellen zur deutschen Kunstgeschichte vom Klassizismus bis zur Gegenwart, Band 3), ISBN 3-87157-165-2.